# آبشار لا فورتونا
آبشار لا فورتونا (به انگلیسی: La Fortuna Waterfall) آبشاری است که در کاستاریکا واقع شده و ارتفاع کلی ریزشگاه آن ۷۰-۷۵ متر است. حوضهٔ آبریز این آبشار، رود تنوریو است.

## نگارخانه

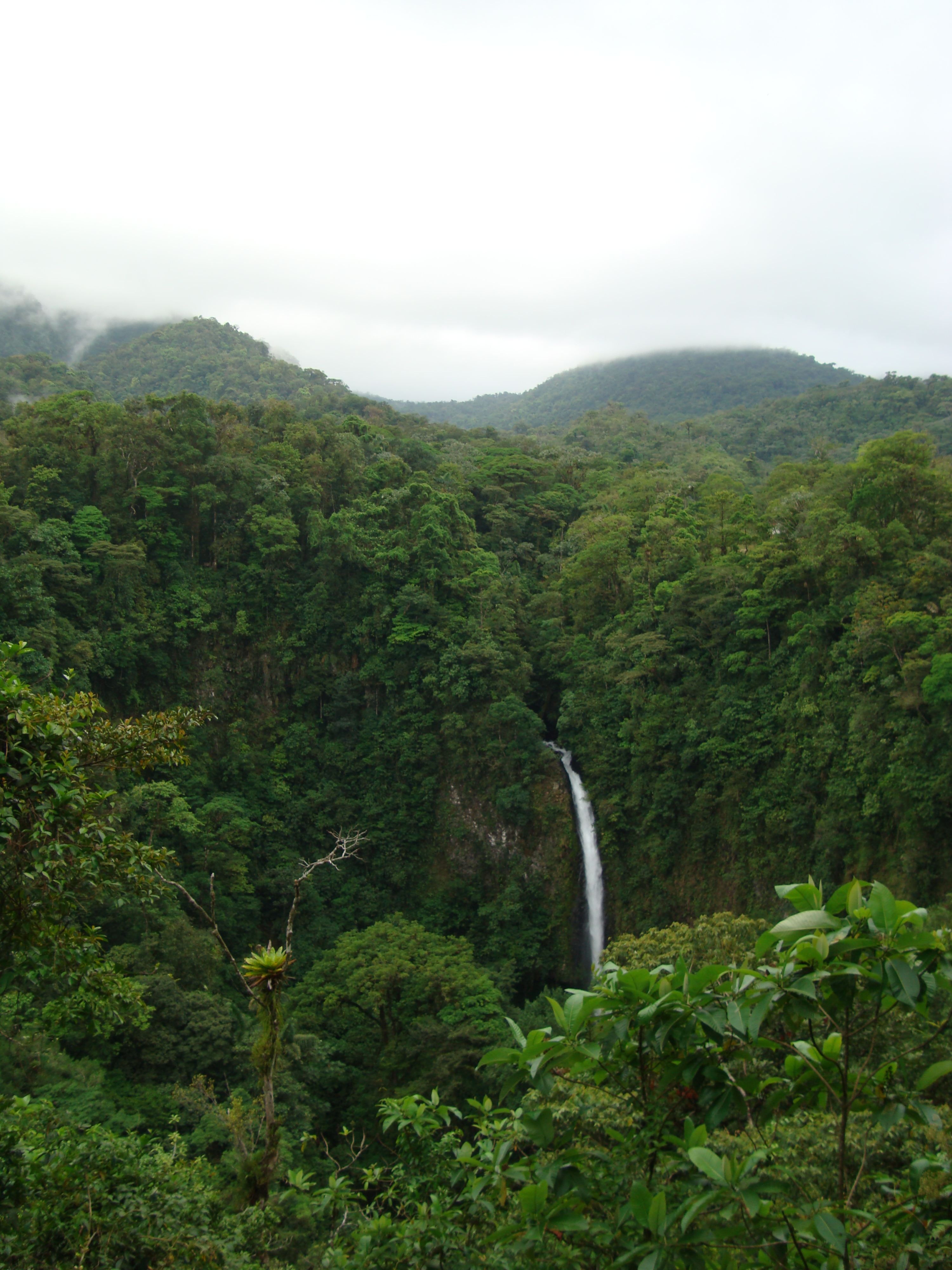
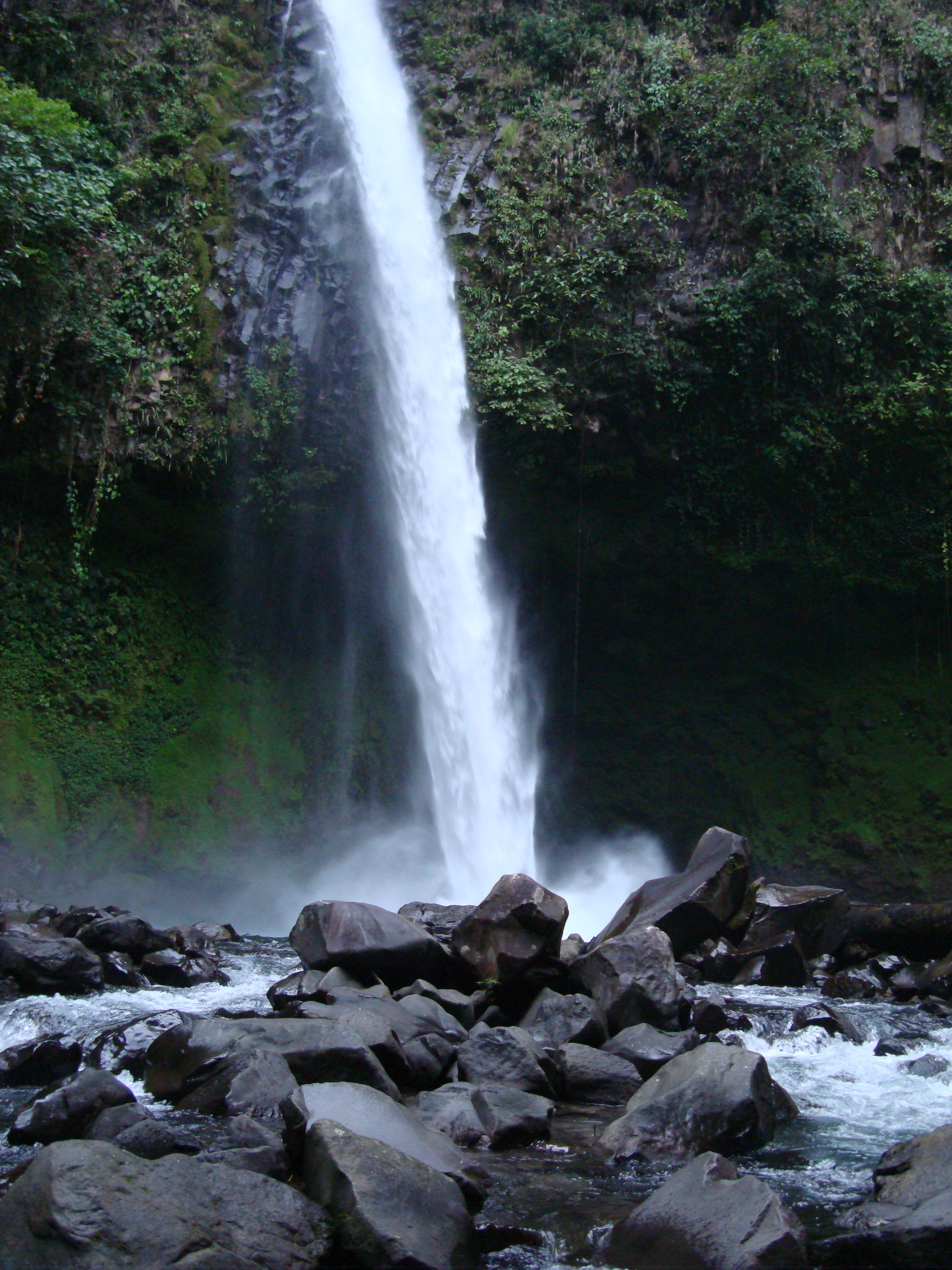